# Крунослав Симон
Крунослав Симон (Загреб, 24. јун 1985) хрватски је кошаркаш. Игра на позицији бека.

## Каријера
У млађим категоријама је био играч Максимира и Зрињевца, након чега је 1998. прешао у КК Загреб. У сезони 2002/03. је дебитовао у првом тиму Загреба. За Загреб је играо пуних десет година, а био је и капитен тима. У јулу 2012. одлази први пут у иностранство и потписује уговор са Малагом. У јуну 2013. потписао је двогодишњи уговор са Локомотивом Кубањ. У јулу 2015. прешао је у Олимпију из Милана и тамо се задржао две сезоне. Са њим у тиму популарни Армани освојио је четири национална трофеја - једно Првенство, два Купа и један Суперкуп. У јулу 2017. Симон је потписао двогодишњи уговор са Анадолу Ефесом. У екипи Ефеса је провео наредних пет сезона и током тог периода је по два пута освојио Евролигу, Првенство, Куп и Суперкуп Турске.

## Репрезентација
Симон је наступао за репрезентацију Хрватске на четири Европска првенства — 2011, 2013, 2015. и 2017. Такође је био члан тима на Светском првенству 2014. и на Олимпијским играма 2016. године.

## Успеси

### Клупски
- Загреб:
  - Првенство Хрватске (1): 2010/11.
  - Куп Хрватске (3): 2008, 2010, 2011.
- Олимпија Милано:
  - Првенство Италије (1): 2015/16.
  - Куп Италије (2): 2016, 2017.
  - Суперкуп Италије (1): 2016.
- Анадолу Ефес:
  - Евролига (2): 2020/21, 2021/22.
  - Првенство Турске (2): 2018/19, 2020/21.
  - Куп Турске (2): 2018, 2022.
  - Суперкуп Турске (2): 2018, 2019.

### Појединачни
- Најкориснији играч финала Купа Турске (1): 2018.
- Најкориснији играч Суперкупа Италије (1): 2016.
- Најкориснији играч Суперкупа Турске (1): 2019.

### Репрезентативни
- Медитеранске игре:  2009.